# Carlo Domenico del Carretto
Carlo Domenico del Carretto (Finale Ligure, 1454 – Roma, 15 agosto 1514) è stato un cardinale e arcivescovo cattolico italiano.

## Biografia

Stemma della famiglia Del Carretto

Della nobile famiglia dei del Carretto, marchesi di Finale, terzogenito del marchese Giovanni e di Viscontina Adorno, Carlo Domenico (o più semplicemente Carlo, come fu più conosciuto) nacque a Finale nel 1454. Giovanissimo, fu inviato in Francia, alla corte di re Luigi XI e qui, probabilmente a Parigi, seguì corsi di diritto civile e canonico, senza tuttavia ottenere i gradi dottorali. Mantenutosi agli studi grazie alla concessione regia di alcuni benefici ecclesiastici, entrò in seguito al servizio del cardinale Giuliano della Rovere (il futuro papa Giulio II), allora Legato di Avignone. Rientrato a Roma al seguito del cardinale, ottenuto il titolo di protonotario (ma senza avere preso gli ordini sacri), qui fu raggiunto, nel febbraio del 1483, dalla notizia dell'improvvisa morte del fratello Galeotto II, marchese di Finale. Maggiore tra i fratelli superstiti e, in quanto laico, privo di impedimenti religiosi, egli cercò di contendere al fratello minore Alfonso la successione nel marchesato, ma nonostante disponesse del favore del papa Sisto IV e del cardinale Della Rovere, non riuscì ad ottenere la signoria, soprattutto per la volontà di Ludovico il Moro di imporre al governo di Finale Alfonso, che era stato cresciuto alla corte di Milano e che era al suo soldo. Questo fatto provocò un forte disaccordo all'interno della famiglia, destinato a sfociare nel decennio successivo in guerra aperta tra i vari fratelli. Rientrato in Francia e poi a Roma, Carlo Domenico entrò nelle grazie di papa Innocenzo VIII che, dopo il matrimonio della nipote Peretta Cibo Usodimare con il marchese Alfonso, cercò di rappacificare tra loro i fratelli del Carretto. Così, dopo avergli concesso in commenda l'abbazia di San Pietro di Villanova presso Verona, nel 1489 lo nominò arcivescovo di Cosenza, in cambio alla sua rinuncia a ogni diritto sul marchesato di Finale e in seguito lo fece arcivescovo titolare di Tebe e, nel 1491, vescovo di Angers, senza tuttavia poter prendere possesso della carica per l'opposizione del re di Francia Carlo VIII, che vi aveva destinato il proprio confessore e per la quale sostenne senza successo una lunga controversia davanti al Parlamento di Parigi.
Durante la temporanea rappacificazione con Alfonso fu per qualche tempo suo luogotenente a Finale, ma in seguito i rapporti tra loro si guastarono nuovamente e le sue rivendicazioni trovarono il sostegno di Luigi d'Orleans (il futuro Luigi XII che, in quanto conte di Asti, trasferì a Carlo Domenico ed ai fratelli l'investitura di quei feudi del basso Piemonte che Alfonso possedeva nei suoi domini astigiani. Nel 1499 Luigi XII conferì in commenda a Carlo la ricca abbazia di Sainte-Croix di Bordeaux e, nell'autunno, dopo aver preso possesso del Ducato di Milano, gli fornì aiuto militare per cacciare Alfonso da Finale.
Proclamatosi marchese, Carlo impegnò parte del denaro proveniente dai numerosi benefici ecclesiastici in suo possesso nella realizzazione di importanti opere architettoniche nei suoi feudi, tra le quali la chiesa parrocchiale di Saliceto, la chiesa di San Sebastiano di Perti, l'abbazia di Pia, il convento domenicano di Santa Caterina in Finale, il palazzo nel borgo di Finale detto oggi palazzo Ricci. Al tempo stesso ampliò il suo dominio con acquisti di signorie nelle Langhe e nel marchesato di Ceva.
L'elezione al pontificato del suo antico protettore Giulio II lo fece rientrare a Roma e il papa lo impiegò in delicate missioni diplomatiche, in particolare in Francia. Nel 1505 fu presente alla ratifica del trattato di pace di Blois tra Luigi XII e Massimiliano I avvenuta ad Hagenau in Alsazia ed in tale occasione l'imperatore gli conferì ufficialmente l'investitura di marchese di Finale, esautorando completamente Alfonso.
Il 1º dicembre di quell'anno, non senza resistenze da parte degli altri cardinali, il papa lo nominò Cardinale-prete del titolo dei Santi Vito e Modesto: più tardi optò per il titolo di San Nicola inter Imagines (1507) e infine per quello di Santa Cecilia.
Nel 1506, durante la rivolta di Genova contro il dominio francese, Alfonso riuscì a riprendersi per qualche tempo Finale, ma con la spedizione punitiva di Luigi XII contro la città ligure, il marchesato fu restituito al cardinale, che, oratore pontificio in Francia, aveva seguito il re nella sua spedizione in Italia. Negli anni successivi continuò a fare la spola tra Roma e la Francia e dal 1509 Luigi XII gli affidò il governo di Brescia, designandolo nel 1512 anche vescovo della stessa città.
Il favore del re gli valse la nomina alle più prestigiose sedi episcopali francesi: Arcivescovo metropolita di Reims e Pari di Francia dal 1507, nel 1509 venne trasferito alla sede di Tours e poi a quella di Cahors, con annesso titolo di conte della stessa città (1514).
La crisi nei rapporti tra Luigi XII e Giulio II mise a serio rischio le sue fortune, ma egli seppe destreggiarsi abilmente tra i due contendenti e pur rifiutandosi di aderire alla convocazione di un nuovo concilio scismatico a Pisa, voluto dal re francese e convocato nel 1511 da una riunione di ecclesiastici francesi, rimase sempre nei favori di Luigi XII, che puntò su una sua possibile elezione al soglio pontificio nel conclave del 1513.
Carlo Domenico del Carretto morì a Roma il 15 agosto 1514 all'età di 60 anni e vi fu sepolto.